# سقوط المدية (1840)
سقوط المدية 1840 من أشهر الحملات العسكرية الفرنسية ضد الأمير عبد القادر. وكانت العملية في فبراير 1840 تحت إمرة الماريشال فالي. 